# Ottawa
Ottawa er Canadas hovedstad og har 1.017.449 (2021) indbyggere. Floden Ottawa, som deler Quebec og Ontario, løber gennem Ottawa. Byen ligger i provinsen Ontario, men Quebec ligger tæt på, og der tales både fransk og engelsk i byen. Ottawa blev grundlagt i 1855.
Ottawa er ved at udvikle sig til et sandt videncenter for højteknologi. Byen har to universiteter: University of Ottawa og Carleton University.